# Tye Sheridan
Tye Sheridan, né le 11 novembre 1996 à Elkhart (Texas), est un acteur américain. Il est notamment connu pour avoir tenu le rôle de Wade Owen Watts / Parzival dans Ready Player One, Steve dans The Tree of Life et celui d'Ellis dans Mud - Sur les rives du Mississippi.

## Biographie
Tye Sheridan est né à Elkhart, une petite ville de l'est du Texas, au nord de Houston. Fils aîné de Bryan et Stephanie Sheridan, il a également une sœur nommée Madison.
Il fréquente le système scolaire indépendant d'Elkhart depuis la maternelle, et obtient chaque année de bons résultats. En plus de la réussite scolaire, il pratique plusieurs sports tels que le baseball ou le football américain.

## Carrière
Tye commence assez jeune sa carrière cinématographique en jouant le rôle de Steve dans The Tree of Life de Terrence Malick, aux côtés de Brad Pitt, Jessica Chastain et Sean Penn. Le tournage a lieu en 2008, mais le film ne sort que trois ans plus tard, lors du festival de Cannes 2011 où il reçoit la Palme d'or.
En 2012, on le retrouve dans le film de Jeff Nichols Mud : Sur les rives du Mississippi, dans lequel il partage l'affiche avec Matthew McConaughey et Reese Witherspoon. Le film raconte l'histoire de deux adolescents, Ellis et Neckbone, qui rencontrent un fugitif et nouent un pacte avec lui pour l'aider à échapper aux chasseurs de primes, et par la même occasion retrouver la femme de sa vie. Le film a été sélectionné en compétition au 65e festival de Cannes où il est favorablement accueilli.
En 2013, avec Nicolas Cage, il est à l'affiche du film Joe de David Gordon Green, dans lequel il incarne Gary. Le film est sélectionné en compétition au 70e festival de Venise, où Tye Sheridan reçoit le prix Marcello-Mastroianni pour le meilleur espoir.
L'année suivante, il s'essaie à la comédie en jouant dans trois épisodes de la sitcom Last Man Standing. La même année, il tourne surtout plusieurs longs-métrages, où il tient des seconds rôles. Sortent ainsi en 2015 Dark Places, The Stanford Prison Experiment et Manuel de survie à l'apocalypse zombie.
Sa carrière prend un nouvel élan en 2016 : il est d'abord la tête d'affiche du thriller d'action Detour, secondé par Emory Cohen, Bel Powley et Stephen Moyer. Il est surtout le nouvel interprète du personnage de Cyclope dans la saga X-Men. Il tient ce rôle dans X-Men : Apocalypse, puis dans X-Men : Dark Phoenix, sorti en 2019.
Entre-temps, il partage l'affiche de la comédie dramatique indépendante All Summers End avec la valeur montante Kaitlyn Dever et tient aussi le premier rôle du drame militaire The Yellow Birds. Son plus gros succès de l'année est le premier rôle dans le blockbuster de science-fiction Ready Player One, réalisé par Steven Spielberg.

## Filmographie

### Cinéma
- 2011 : The Tree of Life de Terrence Malick : Steve
- 2012 : Mud : Sur les rives du Mississippi (Mud) de Jeff Nichols : Ellis
- 2013 : Joe de David Gordon Green : Gary Jones
- 2014 : L'Affaire Monet (The Forger) de Philip Martin : Will Cutter
- 2015 : Dark Places de Gilles Paquet-Brenner : Ben Day, jeune
- 2015 : Les Derniers jours dans le désert (Last Days in the Desert) de Rodrigo García : le fils
- 2015 : The Stanford Prison Experiment de Kyle Patrick Alvarez : Peter Mitchell / 819
- 2015 : Manuel de survie à l'apocalypse zombie (Scouts Guide to the Zombie Apocalypse) de Christopher Landon : Ben Goudy
- 2015 : Entertainment de Rick Alverson : Eddie
- 2016 : X-Men: Apocalypse de Bryan Singer : Scott Summers / Cyclope
- 2016 : Detour de Christopher Smith : Harper
- 2017 : The Yellow Birds d'Alexandre Moors : Daniel Murphy
- 2017 : Grass Stains de Kyle Wilamowski : Conrad Stevens
- 2018 : Ready Player One de Steven Spielberg : Wade Owen Watts / Parzival
- 2018 : Friday's Childs d'A.J. Edwards : Richie
- 2018 : The Mountain : Une odyssée américaine (The Mountain) de Rick Alverson : Andy
- 2018 : Deadpool 2 de David Leitch : Scott Summers / Cyclope
- 2019 : X-Men : Dark Phoenix de Simon Kinberg : Scott Summers / Cyclope
- 2020 : The Night Clerk de Michael Cristofer : Bart Bromley
- 2021 : Voyagers de Neil Burger : Christopher
- 2021 : The Card Counter de Paul Schrader : Cirk
- 2021 : The Tender Bar de George Clooney : J. R. Moehringer
- 2023 : Black Flies (Asphalt City) de Jean-Stéphane Sauvaire : Ollie Cross
- 2024 : The Order de Justin Kurzel : Jamie Bowen

### Télévision

#### Séries télévisées
- 2014 : Last Man Standing : Justin
- 2020 : Wireless : Andy Braddock

## Distinctions

### Récompenses
- Festival 2 Valenciennes 2012 : Prix d'interprétation masculine (ex æquo avec Jacob Lofland) pour Mud : Sur les rives du Mississippi
- Mostra de Venise 2013 : Prix Marcello-Mastroianni du meilleur espoir pour Joe
- Phoenix Film Critics Society Awards 2013 : Meilleur jeune acteur pour Mud : Sur les rives du Mississippi
- Washington D.C. Area Film Critics Association Awards 2013 : Meilleur espoir pour Mud : Sur les rives du Mississippi

### Nominations
- Central Ohio Film Critics Association Awards 2012 de la meilleure distribution pour The Tree of Life

## Voix françaises
- Gabriel Bismuth-Bienaimé dans :
  - Dark Places 
  - The Stanford Prison Experiment
  - Ready Player One
  - Le Bar de la Tendresse
  - The Order

- Emmanuel Garijo dans : 
  - X-Men: Apocalypse
  - X-Men: Dark Phoenix

- Alexandre Bierry dans :
  - Voyagers
  - The Card Counter

Et aussi
- Maxime Baudouin dans Last Man Standing
- Hervé Grull dans Joe
- Issac Van Dessel dans Mud : Sur les rives du Mississippi
- Fabrice Fara dans Manuel de survie à l'apocalypse zombie
- Bruno Méyère dans Detour
- Adrien Larmande dans The Night Clerk